# Caripeta rafaeli
Caripeta rafaeli är en fjärilsart som beskrevs av Beutelspacher 1984. Caripeta rafaeli ingår i släktet Caripeta och familjen mätare. Inga underarter finns listade i Catalogue of Life.